# ЭВМ Светотехника-2
«ЭВМ Светотехника-2» — советский и российский футбольный клуб из Рузаевки. Основан не позднее 1982 года. Команда представляла Рузаевский опытный завод электровакуумного машиностроения (ЭВМ).
В единственном сезоне среди команд мастеров первенства СССР заняла последнее 22-е место в 7-й зоне РСФСР Второй низшей лиги (Д-4) в 1991 году. В 1989 году участвовала в первенстве РСФСР среди КФК (а также в Кубке РСФСР среди КФК — в 1988 году), в 1990 году — в турнире «Футбол России», в 1993—1996 — Первенстве России среди КФК (а также в Кубке России среди КФК — в 1993—1995 годах).

## Названия
- 1982—1994 — «ЭВМ»;
- 1995 — «ЭВМ Светотехника»;
- 1996 — «ЭВМ Светотехника-2».

## Достижения
- Обладатель (1987, 1989, 1990, 1994) и финалист (1988) Кубка Мордовии, обладатель Суперкубка Мордовии (1989)

## «Локомотив» Рузаевка
Также существовала команда «Локомотив» Рузаевка, в 1938 году принимала участие в Кубке СССР. Является первым победителем чемпионата Мордовской ССР.